# Roots to Branches
Roots to Branches ist das neunzehnte Studioalbum der britischen Rockband Jethro Tull.

## Geschichte
Das Album wurde zuerst am 4. September 1995 in Großbritannien veröffentlicht und am 12. September 1995 in den USA. Im Januar 2007 wurde eine neue, remasterte Version mit zusätzlichen Songs veröffentlicht.
Es ist das letzte Tull-Album mit Dave Pegg am Bass, der wegen eines Tourneejobs bei Fairport Convention in den ersten Sessions von Steve Bailey vertreten worden war, und das erste mit Keyboarder Andrew Giddings als offiziellem Bandmitglied. Allerdings hatte Giddings schon als Sessionmusiker zu Catfish Rising (1991) beigetragen. Es war auch das letzte Album, das Tull bei ihrem Langzeit-Label Chrysalis Records veröffentlichte.

## Album
Es trägt Merkmale von Tull-klassischem 1970er Jahre Art-Rock und Folk-Rock-Wurzeln, neben Jazz- sowie arabischen und fernöstlichen Einflüssen. Alle Songs wurden von Ian Anderson geschrieben und in seinem eigenen Studio im Winter 1994/1995 aufgenommen.

### Produktion und musikalischer Stil
Dieses Album wurde stark von einer Indienreise Ian Andersons beeinflusst. Der Stil des Albums wurde als die indische Version von Songs from the Wood bezeichnet.
Über Roots to Branches sagte Ian Anderson:
„Ich sehe Roots To Branches als die 90er-Version von Stand Up, weil darin eine Menge der Dinge ist, die ich als die wichtigsten Elemente von Jethro Tull erachte. Es gibt viel Querflöte, viele Riff-spielende Gitarren und eine recht breite Palette an Einflüssen aus Blues und Klassik auf die östlichen Motive, die auf Stand Up sind.“ Auf der anderen Seite fügt Anderson hinzu, dass „das einzige, was mich traurig macht, ist, dass ich es ein bisschen zu sehr nach den Siebzigern klingen ließ. Ich habe bewusst das Album so klingen lassen wie eine Live-Performance, damit es nicht zu sehr nach 'Studio' klingt. Aber im Rückblick denke ich, es hätte ein bisschen vielfältiger sein sollen.“

### Texte
Das Titellied handelt von religiösem Fanatismus. In Valley geht es um einen Nachbarschaftsstreit, der sich zu tiefverwurzeltem Hass steigert. At Last Forever hat das Dahinscheiden eines geliebten Menschen zum Inhalt.

### Rezeption
Allmusic gab eine unbeeindruckte, aber positive Bewertung:
„Alle Songs haben eher eine Stimmung der Dringlichkeit als bei einigen neueren Tull-Alben und einige haben sogar eingängige Melodien […] Andersons Flöte nimmt manchmal Fahrt auf, Martin Barres Gitarre jammert immer noch in den Pausen und Doane Perry (Schlagzeug), Dave Pegg (Bass) und Steve Bailey (Bass) bilden eine anständige Rhythmusgruppe. Nicht annähernd so stark wie Catfish Rising, aber besser als alles andere seit Heavy Horses.“ Alan Tepper schrieb im Eclipsed, das Album biete „schnelle, rockige Titel, bei denen Anderson sich auch nicht davor scheute, ungewöhnliche Skalen zu spielen […].“ Es sei „rhythmisch wieder ausgefeilter“ und weise „[u]nerwartete Breaks, halsbrecherische Tempo-Wechsel und neue Harmoniemuster“ auf. Damit relativierte er die negative Bewertung seines Kollegen Sascha Seiler ein knappes Jahr zuvor, der angab, Roots to Branches sei „beinahe ein Totalausfall“, lediglich das funktionierende Bandzusammenspiel rette das Album. Die „atmosphärischen Songs“ reichten an Klassiker wie Thick as a Brick heran, meinte Michael Rensen im Rock Hard.

### Platzierungen
Das Album verkaufte sich schlechter als sein Vorgänger und erreichte in den US-Billboard-Charts nur Platz 114, aber Platz 20 in der britischen Charts.

## Titelliste
alle Songs komponiert von Ian Anderson
1. Roots to Branches – 5:11
2. Rare and Precious Chain – 3:35
3. Out of the Noise – 3:25
4. This Free Will – 4:05
5. Valley – 6:07
6. Dangerous Veils – 5:35
7. Beside Myself – 5:50
8. Wounded, Old and Treacherous – 7:50
9. At Last, Forever – 7:55
10. Stuck in the August Rain – 4:06
11. Another Harry’s Bar – 6:21

## Veröffentlichungsdetails
- 1995 UK, Capitol TCCHR 6109 Veröffentlichungsdatum 12. September 1995, Cassette
- 1999 UK, Chrysalis CDCHR 6109 / Capitol Veröffentlichungsdatum 14. September 1999, CD
- 2006 UK, EMI Music Distribution 3710192 Veröffentlichungsdatum 29. September 2006, CD
- 2007 UK, Chrysalis UK / Parlophone Veröffentlichungsdatum 19. März 2007, Digital